# Agentes 355
Agentes 355 (título original The 355) es una película estadounidense de espías de 2022 dirigida por Simon Kinberg a partir de un guion de Theresa Rebeck y Kinberg, y una historia de Rebeck. La película está protagonizada por Jessica Chastain, Penélope Cruz, Fan Bingbing, Diane Kruger y Lupita Nyong'o como un grupo de espías internacionales que deben trabajar juntas para evitar que una organización terrorista inicie la Tercera Guerra Mundial. Édgar Ramírez y Sebastian Stan también protagonizan. El título se deriva del Agente 355, el nombre en clave de una mujer espía de los Patriotas durante la Revolución de las Trece Colonias.
Chastain propuso la idea de la película mientras trabajaba con Kinberg en Dark Phoenix. El proyecto se anunció oficialmente en mayo de 2018 y Universal Pictures adquirió los derechos de distribución en la 71.ª edición del Festival de Cine de Cannes. El rodaje tuvo lugar en París, Marruecos y Londres desde julio hasta septiembre de 2019. La película se estrenó en cines en los Estados Unidos el 7 de enero de 2022. Recibió reseñas generalmente negativas de los críticos, quienes la criticaron como genérica y sin inspiración, aunque el elenco recibió algunos elogios.

## Argumento
En un lugar situado a 150 millas al sur de Bogotá, Colombia, un capo de la droga ofrece al cerebro criminal Elijah Clarke un programa especial de desencriptación que puede acceder a cualquier sistema digital de la Tierra. Clarke le traiciona y le mata justo cuando las autoridades asaltan la mansión. En medio del caos, el agente colombiano del DNI Luis Rojas consigue el dispositivo. La agente de la CIA Mason "Mace" Brown es asignada para comprar la unidad a Rojas. Se dirige a París con su compañero Nick Fowler, que está enamorado de ella. El trato se tuerce cuando la agente encubierta alemana del BND Marie Schmidt roba la bolsa con el dinero. Mace persigue a Marie, que escapa por el metro mientras Nick se enfrenta a Clarke en un callejón.
En el cuartel general de la CIA, Mace se entera de que Nick ha sido encontrado muerto en el callejón. Su superior, Larry Marks, le da su bendición para recuperar el disco por cualquier medio. Mace viaja a Londres para reclutar a una antigua amiga, la agente británica retirada del MI6 Khadijah Adiyeme. Rojas se las arregla para entregar el disco a Graciela Rivera, una psicóloga del DNI sin experiencia de campo. Su jefe, Jonas Muller, empuja a Marie a ir tras el disco y le recuerda que el padre de Marie era un alto agente del BND al que ella entregó personalmente tras descubrir que era un topo ruso.
Mace y Khadijah siguen la pista de Luis y Graciela hasta un mercado, pero el agente del DNI que supervisa la entrega se vuelve contra ellos y mata a Luis; antes de morir, le da a Graciela un teléfono que sólo ella puede abrir y que rastrea el disco duro. Mace y Marie persiguen al ladrón, que escapa. Marie lleva a Graciela a un piso franco al que llegan Mace y Khadijah. Khadijah señala que todos quieren el disco y que es mejor que trabajen juntos. Los cuatro siguen la pista del ladrón hasta Marruecos, lo detienen y eliminan a los mercenarios rivales antes de entregar el disco a Marks. Mientras lo celebran con unas copas, saltan noticias de aviones que se estrellan y ciudades que sufren apagones masivos, lo que indica que el disco está en manos de terroristas. Cuando regresan al piso franco, encuentran a Marks muerto. Tras escapar de un escuadrón de asalto de la CIA, las mujeres se dan cuenta de que han sido incriminadas por la muerte de Marks y el robo del dispositivo.
En el interrogatorio, la ladrona revela que todos los incidentes recientes forman parte de una "demostración" para posibles compradores en una subasta ilegal del mercado negro en Shanghái. El grupo se infiltra en la subasta, donde Mace se sorprende al descubrir que no sólo Nick está vivo, sino que es secretamente el topo de Clarke en la CIA. El grupo no consigue impedir que obtenga el dispositivo, pero una misteriosa mujer china les ayuda a escapar de la subasta. Se identifica como Lin Mi Sheng y explica que la unidad se utilizó como cebo para que su agencia pudiera identificar a los criminales presentes. También le cuenta a Mace que Marks había estado en la nómina de Clarke y que le quitó el dispositivo a Nick durante la huida.
Nick es golpeado por los hombres de Clarke por llevar un dispositivo señuelo. Luego captura al grupo, revelando que Clarke tiene a Muller, al novio de Khadijah, Ahmed, y a la familia de Graciela como rehenes. Nick ejecuta al anciano padre de Lin delante del grupo, mientras que Muller y Ahmed son ejecutados ante las cámaras. Lin acepta viajar con Clarke y entregar personalmente el disco duro para salvar a la familia de Graciela. Las otras mujeres superan su dolor al darse cuenta de que Lin está transmitiendo su ubicación a través de una cámara en sus gafas. Armadas, rescatan a Lin, disparan a Nick y destruyen el disco antes de ser arrestadas.
Dos meses después, Nick, ahora ascendido a un alto rango en la CIA por matar a Clarke, regresa a casa y se encuentra a Mace y al grupo esperándole tras escapar de la custodia. Nick pierde el conocimiento a causa de una droga en su bebida y le dicen que pagará por sus crímenes pasando el resto de su vida en una prisión extranjera. Las mujeres siguen caminos separados, pero sospechan que de algún modo volverán a reunirse para luchar contra la corrupción de sus distintas agencias.

## Reparto
- Jessica Chastain como Mason «Mace» Brown, una agente de la CIA.
- Penélope Cruz como Graciela Rivera, una agente de la DNI Y experta psicóloga colombiana.
- Diane Kruger como Marie Schmidt, una agente alemana rival que trabaja para la BND.
- Lupita Nyong'o como Khadijah Adiyeme, agente retirada del MI6 y especialista en informática de vanguardia.
- Fan Bingbing como Lin Mi Sheng, una mujer misteriosa que sigue todos los movimientos del equipo.
- Sebastian Stan como Nick Fowler, un agente de la CIA y colega de Mace.
- Jason Flemyng como Elijah Clarke, un poderoso criminal.
- Édgar Ramírez como Luis Rojas, un agente colombiano de la DNI.
- Leo Staar como Grady, una agente de la CIA.
- John Douglas Thompson como Larry Marks, jefe de Nick y Mace en la CIA.
- Sylvester Groth como Jonas Muller, jefe de Marie en la BND.
- Emilio Insolera como Giovanni Lupo, un hacker profesional.
- Jason Wong como Stevens
- Hiten Patel como Ahmed-Imam
- Oleg Kricunova como Pyotr Khasanov

## Producción
Jessica Chastain propuso la idea de una película de espías dirigida por mujeres con el mismo espíritu que las series Misión imposible y James Bond a su director de Dark Phoenix, Simon Kinberg, mientras estaba en la producción de esa película. El concepto fue elaborado y, en mayo de 2018, se anunció que Kinberg dirigiría la película con la producción de Chastain, además de protagonizar junto a Marion Cotillard, Penélope Cruz, Fan Bingbing y Lupita Nyong'o. El proyecto se presentó a los compradores durante el Festival Internacional de Cine de Cannes de 2018, con Global Road Entertainment y Amazon Studios haciendo una oferta por los derechos de distribución, y Universal Pictures finalmente ganando los derechos para la distribución en Norteamérica con una oferta de más de $ 20 millones.
En febrero de 2019, Chastain presentó una solicitud de sugerencias con respecto al casting de actores masculinos. En mayo de 2019, se anunció que Sebastian Stan y Édgar Ramírez se habían unido al elenco de la película, mientras que Cotillard lo abandonó. Diane Kruger fue agregada en junio.
El rodaje comenzó en julio de 2019, entre París, Marruecos y Londres. En septiembre de 2019, Emilio Insolera se unió al elenco de la película. Fotografía adicional fue rodada en Londres en julio de 2020 con protocolos por la pandemia de COVID-19.

## Estreno
La película fue estrenada por Universal Pictures el 7 de enero de 2022. Originalmente estaba programada para ser estrenada el 15 de enero de 2021, pero se retrasó hasta el 14 de enero de 2022 debido a la pandemia de COVID-19, antes de adelantarse una semana al 7 de enero. La película se estrenó a través de video a pedido el 27 de enero de 2022. Se transmitirá en Peacock 45 días después de su estreno en cines.

## Recepción
The 355 recibió reseñas mixtas a negativas de parte de la crítica y de la audiencia. En el sitio web especializado Rotten Tomatoes, la película posee una aprobación de 25%, basada en 226 reseñas, con una calificación de 4.5/10 y con un consenso crítico que dice: "Tiene un elenco estelar y es conceptualmente progresista, pero The 355 lo derrocha todo en una historia olvidable, contada sin complicaciones." De parte de la audiencia tiene una aprobación de 66%, basada en más de 1000 votos, con una calificación de 3.5/5.
El sitio web Metacritic le dio a la película una puntuación de 40 de 100, basada en 40 reseñas, indicando "reseñas mixtas o promedio". Las audiencias encuestadas por CinemaScore le otorgaron a la película una "B+" en una escala de A+ a F, mientras que en el sitio IMDb los usuarios le asignaron una calificación de 5.5/10, sobre la base de 29 664 votos. En la página web FilmAffinity la cinta tiene una calificación de 4.3/10, basada en 1530 votos.